# Convento de São Pedro de Alcântara
O Convento de São Pedro de Alcântara localiza-se no lugar de Cais do Pico, freguesia e concelho de São Roque do Pico, na ilha do Pico, nos Açores.

## História
A estrutura remonta a um voto formulado em meados do século XVII por um natural de São Roque do Pico, Sebastião Ferreira Pimentel. Quando em trânsito para Lisboa, a embarcação em que viajava foi atacada por piratas. Em pânico, tripulação e passageiros viram a sua nau ser envolvida por uma nuvem densa, tendo Ferreira Pimentel afirmado ter visto na enxárcia do mastro principal, nesse momento, uma figura feminina radiosa, de rara beleza.
Em agradecimento pela graça alcançada, os pais de Ferreira Pimentel, Sebastião Ferreira de Melo e Margarida Vieira, fizeram erguer em 1658, no Cais do Pico, uma pequena ermida sob a invocação de Nossa Senhora do Livramento.

No século seguinte, a construção do Convento da Ordem dos Frades Menores, (Franciscanos), sob o comando de Frei Inácio do Desterro absorveu essa primitiva estrutura. O convento nasceu da necessidade de albergar os frades franciscanos das Lajes do Pico que, na sequência da erupção vulcânica de 1 de fevereiro de 1718, ocorrida na localidade de Santa Santa Luzia, tinham vindo socorrer a população de São Roque.

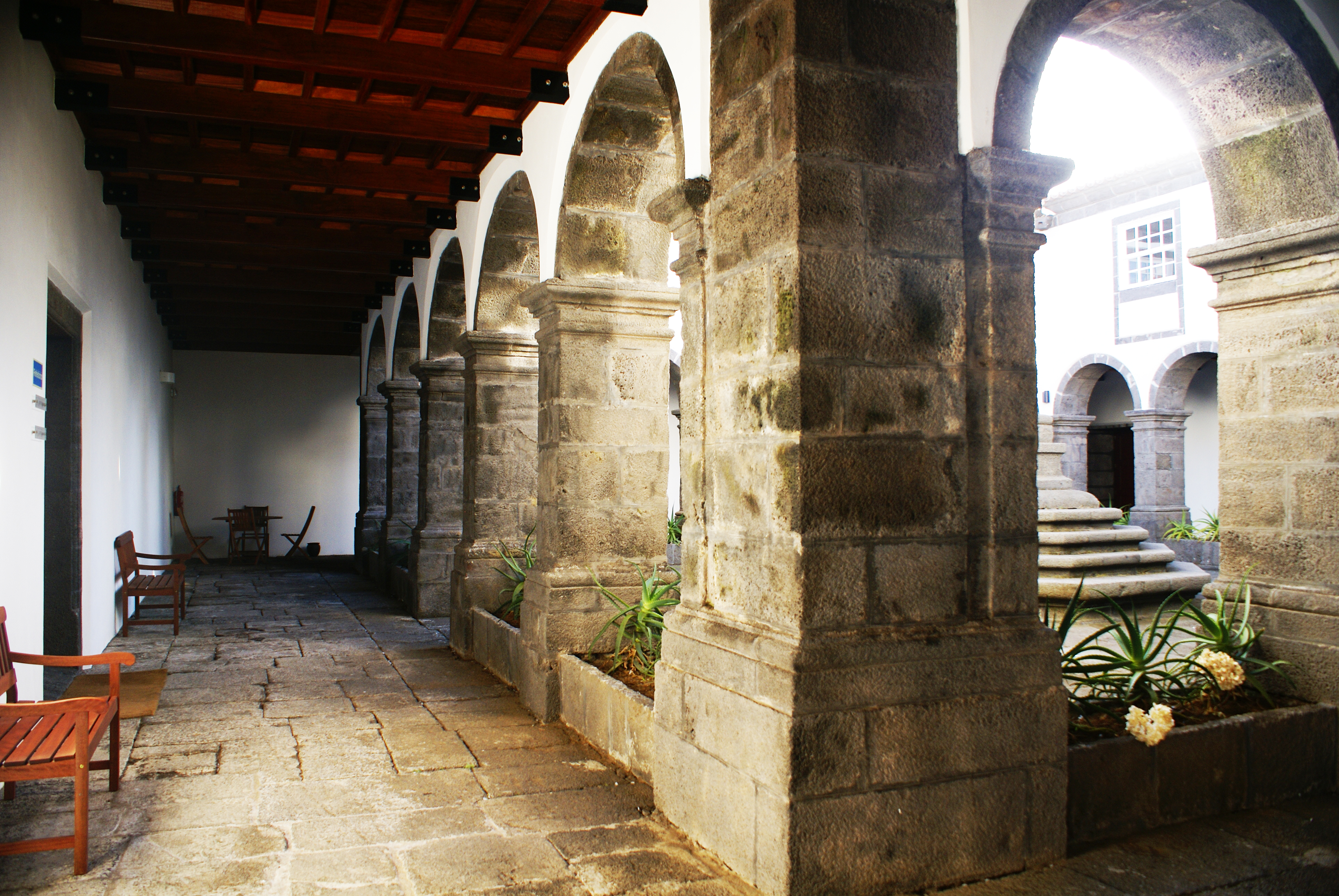
Claustro

Conforme Silveira Macedo, o Convento e a atual igreja foram iniciados a 19 de Outubro de 1721, sendo esta última consagrada na noite de Natal de 1724. As obras só estariam concluídas, entretanto, em 1726. Frei Bartolomeu Ribeiro acredita que, em 1740, a comunidade ainda não tivesse crescido.
Após a saída dos frades este convento esteve ao serviço do estado e serviu com estabelecimento prisional, tribunal, repartição de finanças, sala de espectáculos (cinema), sede de associações culturais e desportivas e albergou a Câmara municipal de São Roque do Pico. Actualmente (2010) constitui-se numa Pousada da Juventude que faz parte da Rede de Pousadas da Juventude dos Açores.

Encontra-se classificado como Imóvel de Interesse Público pelo Decreto n.º 129/77, de 29 de Setembro.

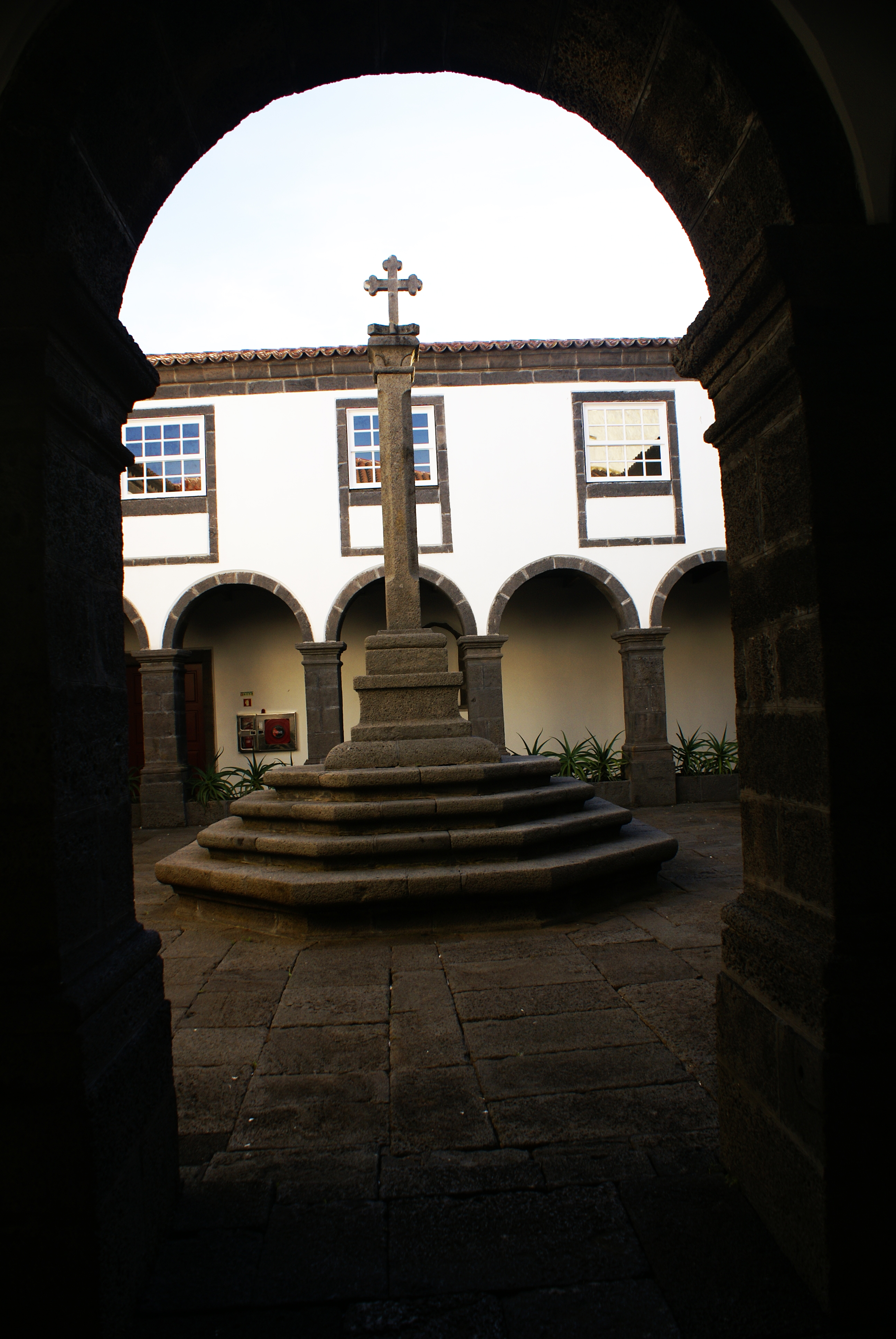
Cruzeiro no claustro

## Características
A igreja dispõe de um grande coro que servia para a recitação do Oficio Divino. Embora sob a invocação de São Pedro de Alcântara, apresenta no respectivo altar-mor uma bela imagem da Virgem no momento da sua Assunção. A talha tanto deste altar como dos demais é bastante trabalhada mas não tão rica como a da Matriz da Horta que lhe deve ter servido de modelo. Na sacristia dispõe de um riquíssimo arcaz em madeira de jacarandá, oriunda do Brasil.